# 강철의 여자
《강철의 여자》(ハガネの女 하가네노 온나[*], She's a steely womon!)는 후카야 가호루의 일본 만화이자, 이를 원작으로 한 텔레비전 드라마이다.
《YOU》 (슈에이샤)에서 2007년 23호부터 2010년 15호까지 연재됐으며, 2010년 18호에 번외편 가 연재됐다. 2010년 23호부터는 사립 중학교를 무대로 새로운 시리즈가 연재되고 있다.

## 줄거리
초등학교 교사인 하가 이네코, 통칭 하가네는 1년동안 3번이나 담임이 바뀐 문제있는 반을 맡게된다. 문제가 있는 건 아이들인가, 아니면 보호자들인가...

## 드라마
2010년 5월 21일부터 7월 2일까지 TV 아사히 계열 금요 나이트 드라마 시간대에 방송됐다. 기치세 미치코는 이 작품이 연속 드라마 첫 단독 주연 작품이다.
속편은 목요 드라마 시간대에 2011년 4월 21일부터 6월 16일까지 방송됐다. 금요 나이트 드라마가 목요 드라마로 진출한 것은 《트릭》, 《특명계장 타다노 히토시》에 이어 세 번째이다. 또 기치세는 시즌 2로 황금시간대 연속 드라마에서 처음 주연을 맡았다. 첫화는 이 시간대에선 처음으로 2시간 스페셜(20:00 - 21:48)로 방송됐다.
심야 시간대에 방송된 시즌 1은 두자릿수 시청률을 기록했지만, 황금 시간대에 방송된 시즌 2는 모든 화가 한자릿수 시청률을 기록했다. 또 시즌 1은 DVD로 발매됐으나, 시즌 2는 원작자와의 문제인지 발매되지 않았다.
캐치프레이즈는 〈직업-초등학교 교사, 독신-애인 없음.〉(시즌 1).

### 출연진

#### 고난 구립 아이가 초등학교의 교직원
- 하가 이네코(35→36) - 기치세 미치코

4학년 3반 담임(시즌 1)→4학년 4반 담임(시즌 2). 임시 교사였으나 학생들을 위해 시즌 1 최종화에서 정규 교원 면허 시험에 합격한다. 시즌 2 첫화에서 사귀고 있던 시오타에게 프러포즈 받지만, 교사를 계속하기 위해 거절한다.
- 시오타 와타루(29→30) - 가나메 준(시즌 2에선 우정출연)

4학년 3반 부담임.
- 센자키 토오루(35→36) - 시타라 오사무(바나나맨)

4학년 1반 담임이며, 학년 주임이다.
- 구와사와 켄고(40) - 요시이에 아키히토

3년 담임 (season1) → 4학년 3 반 담임 (season2). 야구 클럽의 감독.
- 후지마 리코(45→46) - 시미즈 미치코

4학년 2반 담임. 어렸을 때 아역 배우였다.
- 미즈카와 마키 - 사카구치 리에

양호 교사.
- 고모리 미치요(50) - 시시도 미와코

부교장.
- 마츠야마 로쿠스케(59) - 아야타 토시키(- season2 제1화, 최종화)

교장. 온후 한 성격. season2 제1화에서 정년 퇴직 후 특별 지원 학급에서 보조 교사를 하고있다.
- 노무라 토시유키(55) - 다카하시 카츠미(season2보다)

마츠야마의 후임이되는 새로운 교장. 외형은 무서운 얼굴 표정으로 무뚝뚝하지만 털털한 성격. 취미는 일요일 목수.
- 미즈시마 쿄헤이(26) - 사이토 타쿠미(season2보다)

4학년 4반 부담임. 대학을 갓 졸업 한 신임 교사. 교육에 무관심 무사 안일이지만, 자신의 처지에서 아이를 휘두르는 부모에게 분노를 보여준다. 부모가시키는대로 교원 채용 시험을 교사가 때문에 처음에는 즉시 말자고 생각했지만 이네코와 4학년 4반 학생들과 관련된 중 자신이 모르는 자신에주의하고, 교사의 일에 보람을 찾아 간다.
- 가미카와 슌이치(37) - 가타오카 아이노스케(season2보다)

심리 상담사의 자격을 갖춘 양호 교사.

#### 4학년 3반 학생(시즌 1, 시즌 2 최종화)
- 아이다 유스케 - 하야시 로이
- 아베 유이치로 - 닛타 오사무
- 에비타 히로시 - 토타니 가케루
- 가모 가즈네 - 이마이 유키

있는 가정 사정으로 장기간 학교를 쉬고 있었다. 후에 어머니(료코)의 사고사 후 백부 인 료코 동생 거두어 전학을 갔다.
- 니시오키 유키야 - 미야기 요시아키
- 가와사키 사토시하네 - 요시다 카케루
- 고이즈미 타카유키 - 마쓰이 에이스케
- 스즈키 라쿠토 - 스즈키 슌스케
- 니시치 세츠야 - 미야기 요시아키
- 하시모토 코타로 - 쿠마가이 루이
- 혼다 세이류 - 하야시 미츠테루
- 모리 준 - 나카노 레이
- 산바 준이치 - 이시이 아츠키
- 에다 소노미 - 아오키 주나
- 가쿠다 마리이 - 요시다 리코
- 고토히라 레몬 - 시바타 쿄카
- 사토 아카리 - 사토 히나타
- 사노 아야비 - 사사키 마오
- 사노 세리 - 히나타 나나미
- 시마부쿠로 아이아야 - 미네기시 카나
- 다카다 유리 - 츠네마쓰 유리
- 나카노 아이리 - 오하시 노조미
- 모리노 리사 - 미야타케 마츠리
- 야마이시 미나 - 야기 유키
- 유이 미나미 - 타카세 미사키
- 타오 빈센 - 쿠로사키 레이나(시즌 2 제1,5화)

일본에서 태어나 자란 세라뷔나 공화국 (인도양에 있는 가상 국가) 국적의 소녀. 14년전부터 불법 입국으로 부모가 추방되고, 강제 퇴거에 세라뷔나 공화국으로 귀국하는 3학기 가득까지 애하 초등학교 4학년 3반에 전입 해 온다. 귀국 후에는 아이들에서 세라뷔나 어를 배웠 그 답례로 일본어를 가르치고있다.
4학년 3반 학부모(season1)
- 나카노 에리(38 → 39, 나카노 아이리의 엄마) - 요코야마 메구미
- 아이다 나오코(아이다 유스케의 엄마) - 사쿠라이 아케미
- 에비타 리카(에비타 히로시의 엄마) - 요시자와 히토미
- 고토히라 아즈사(고토히라 레몬의 엄마) - 다카하시 히토미
- 니시오키 레이코(니시오키 유키야의 엄마) - 니시야마 마유코
- 야마이시 카즈키(야마이시 미나의 엄마) - 츠다 간지
- 가쿠다 료코(가쿠다 마리이의 엄마) - 오기노메 케이코
- 모리 키미코(모리노 리사의 엄마) - 미야자와 미호
- 가모 료코(가모 가즈네의 엄마) - 다카하시 유미코

가즈네를 낳은 후 단기간 일시적으로 우울 증상에 시달리는 약을 복용하고 있었지만, 회복 후에도 그것을 이유로 목자의 마음을 앓고 있다고 계속했다. 가즈네이 유일한 편안 존재였다가 나중에 남편으로부터 도망 칠 길 강철의 눈앞에서 차에 치여 사고 해 버린다.
- 가모 마키토(가모 가즈네의 아빠) - 무라카미 준

변호사. 학교 행사에도 적극적으로 도움을하는 등 표면적은 인당이 좋고 예의 바른 사람이지만, 뜻밖의 뒤의 얼굴의 일면을 가진다. 아내의 사고 후에도 자신의 폭력에 대해 반성을 보이지 않았다 끝에 아들의 화음을 향해 넌 실패작이라고 폭언 때문에 분개 한 강철로 철권 제재를 받았다.
- 노모토 켄이치 (가모 가즈네의 백부) - 스가와라 다이키치
- 사노 사나에(사노 세리의 어머니) - 이소노 키리코

#### 4학년 4반 학생(시즌 2)
- 아카시 쇼타 - 아시다 쇼고

머리를 금발로 염색하는 깡패 소년. 사카이 카즈야의 십 엔 대머리를 찾아 농담을하지만, 그와는 옛날 같은 보육원에 다니고 있으며, 전입 해 온 때 왕따에 있던 곳을 원조 한 바있다. 카즈야와 이전처럼 친해지 위해 머리를 면도하고 그와 화해했다.
- 아키야마 렌 - 하기와라 리쿠

시부야 료스케의 측근 중 한 명.
- 오바야시 가이토 - 하시모토 잇키

미즈코 초등학교에서 전입생. 파마 머리가 특징 인 소년. 하야오, 토모키들과 친하다.
- 사카이 카즈야 - 무로이 히비키

미즈코 초등학교에서 전입생. 축구를 좋아하는 소년. 머리에 원형탈모증이 있기 때문에 항상 모자를 쓰고 있고, 그 괴롭힘을 당한다. 온화하면서도 부드러운 성격으로, 쇼타가 보육원 때에 전입 해 온 때 왕따에 있던 곳을 도왔다 수있다. 집은 생선 가게를 영위.
- 시부야 료스케 - 시부야 타츠오

클래스의 골목 대장으로있는 소년. 입술을 만지는 버릇. 아카시 쇼타가 사카이 카즈야와 소꿉 친구임을 알고 그룹에서 쫓아 낼. 쌍둥이 동생 류스케와 함께 사립 초등학교에 응시했지만, 자신 만 실패했기 때문에 동생에 대한 열등감을 가지고있다. 마리코가 자신의 욕을 하고 있던 것을 듣고 그 보복으로 체육 수업 중에 마리코의 옷을 잘게 자르는 곳을 토모키에 목격 된 입막음한다. 이것은 동생과 비교되고 고통받는 마음을 알게 된 토모키이 이름을 말하지 않았기 때문에 임시 학부모회에서 철강 학교를 그만두 게되는 사태로까지 발전하지만, 나츠키가 "자신이 범인이다"라고 나선 것을 시작으로 4쌍의 급우들이 속속 마찬가지로 자칭 강철을 그만두 게하지 않도록 유키코에 탄원 한 모습을보고, 사실은 자신이했다고 와주.
- 다카키 유야 - 와시다 시온

니시야마 노조미와 친한 소년. 평화주의, 마카베 토모키의 전학 투표는 반대파에 넣었다. 전문 음악가가되는 것이 꿈에서 기타를 하고있다. 질병에서 왼쪽 귀가 거의 들리지 않게되어 있지만, 부모에게 기타를 그만두 게되는 것이 싫어서 망 이외에는 그 사실을 숨기고 있었다. 들리지 않는 귀를 항상 지원 떡의 고마움 맛 철강 전교인가되어 병원에 갈 결심을한다.
- 츠가와 타쿠미 - 야나이 카즈시

시부야 료스케의 측근 중 한 명.
- 니시야마 노조미 - 타니후지 리키

다카기 유야와 친한 소년. 그와 같은 평화 주의자이며, 마카 베 토모키의 전학 투표는 반대파에 넣었다. 유야 왼쪽 귀가 들리지 않는 것을 강철 털어놨다. 천체 관측이 취미 답게 망원경을 가지고있다.
- 후루타 츠바사 - 사토 료헤이

니노미야 아츠코와 마찬가지로 항상 공부 만하는 소년에서 클래스에서 고립되어있다. 합숙 제도의 진학 학원 인 타카야마 학원에서 공부하고 있으며 학교에서의 성적은 좋지만 학원 꼴찌가 계속 강제 탈퇴 직전의 상태. 어느 날 40 도의 열을 낸 학원생의 타케시를 걱정하여 원장의 허가없이 부모에게 맞아 보라는 연락했기 때문에 결국 강제 탈퇴 처분된다. 집에 돌아 오면 아버지가 그것을 조롱하고 격앙 아버지를 계단에서 밀어 떨어 버린다. 철도 좋아하고, 좋아하는 것은 고로케와 햄버거. 아버지는 도쿄 대학을 졸업 한 경찰의 엘리트 관료.
- 마카베 토모키 - 우라카미 세이슈

미즈코 초등학교에서 전입생. 아스퍼거 증후군이라는 장애를 가진 소년. 자신의 의사로 특별지원학급있는 학교가 아니라 통합 대상 애하 초등학교로 전학을 결정한다. 급우에도 경어로 이야기한다. 나츠키와 친하다. 미즈시마가 담배를 피우고 있던 현장을 목격하고 위협하고 그 직후에 일어난 작은 화재를보고 패닉 현상이 발생 소화기를 직접 불에 던진 것으로 오류가 문제시되고 거취를 클래스 투표 정할 수 있다고되어 버린다.
- 와타나베 하야오 - 와타나베 진베이

미즈코 초등학교에서 전입생. 복싱 체육관에 다니고 있으며, 정의감과 싸움에 강한 소년 초기 출신교 그룹끼리이자 코자에 끼어 있었다. 소꿉 친구 쿄코는 마음이 서로 통하고 있지만, 어느 날 쿄코의 부탁으로 리나를 돕고 리나도 호의를 전해 버리게된다. 그 같은 체육관에 다니기 시작했다 리나에서 짐 내왕을 어머니에게 말씀 않도록 입막음 되었기 때문에 문제의 원인이되어 버린다.
- 아사노 나츠키 - 나베모토 나나미

미즈코 초등학교에서 전입생. 미즈코 소그룹의 중심적인 존재 출신교 그룹끼리의 안절부절마다 반드시 나누어 들어간다. 강철의 전 제자 인 니 시보리 마나의 그와 아사노 타츠야의 아이. 이별 한 어머니의 것을 지금도 잊지 못하고 아버지가 재혼하려고하는 마나 것을 싫어한다. 물 강 소 시대 가정의 것으로 거칠어지고 있던 때 토모키에 설득함으로써 그와 친해지고 무언가 처리를 굽게된다.

#### 그 외
- 니시보리 마나(17→18) - 아리무라 가스미

초등학교 5학년 때 하가가 담임을 맡았던 제자이다.

### 주제가
- 시즌 1 주제가, 시즌 2 여는곡(~3화): 케츠메이시 〈나카마〉
- 시즌 2 주제가: 케츠메이시 〈고다마〉
- 시즌 2 삽입곡: 케츠메이시 〈겐지쓰와 젠조〉, 〈발라드〉, 〈오후타리 Summer〉, 〈기미토 쓰쿠루 미라이〉, 〈기미토 보쿠노 기세쓰〉